# Rally de Chipre de 2019
El Rally de Chipre de 2019, oficialmente 48. Cyprus Rally, fue la cuadragésimo octava edición y la séptima ronda de la temporada 2019 del Campeonato de Europa de Rally. Se celebró del 27 al 29 de septiembre y contó con un itinerario de doce tramos sobre asfalto y tierra que sumaron un total de 199,76 km cronometrados.
El ganador de la prueba fue el catarí Nasser Al-Attiyah quien consiguió su única victoria de la temporada y la sexta en esta prueba. Fue acompañado en el podio por el británico, Chris Ingram quien se subió a su cuarto podio de la temporada y por el finlandés Mikko Hirvonen quien consiguió su primer podio en el ERC.
Con esta victoria Nasser Al-Attiyah se consagró campeón del Campeonato de Oriente Medio de Rally por decimoquinta vez superando la marca del emiratí Mohammed bin Sulayem quien ganó el título en 14 ocasiones.

## Itinerario
| Día                      | Tramo | Nombre                          | Distancia | Ganador de la etapa | Automóvil              | Tiempo  | Líder de la general |
| ------------------------ | ----- | ------------------------------- | --------- | ------------------- | ---------------------- | ------- | ------------------- |
| Día 1 (27 de septiembre) | -     | Shakedown                       | 3.53 km   | Nasser Al-Attiyah   | Volkswagen Polo GTI R5 | 2:07.3  | -                   |
| Día 2 (28 de septiembre) | SS1   | Jeep Politiko 1                 | 14.60 km  | Nasser Al-Attiyah   | Volkswagen Polo GTI R5 | 11:49.8 | Nasser Al-Attiyah   |
| Día 2 (28 de septiembre) | SS2   | Sparco Lefkara 1                | 23.23 km  | Nasser Al-Attiyah   | Volkswagen Polo GTI R5 | 20:05.9 | Nasser Al-Attiyah   |
| Día 2 (28 de septiembre) | SS3   | Thomason Machinery Analiontas 1 | 14.96 km  | Nasser Al-Attiyah   | Volkswagen Polo GTI R5 | 9:42.6  | Nasser Al-Attiyah   |
| Día 2 (28 de septiembre) | SS4   | Jeep Politiko 2                 | 14.60 km  | Nasser Al-Attiyah   | Volkswagen Polo GTI R5 | 11:46.7 | Nasser Al-Attiyah   |
| Día 2 (28 de septiembre) | SS5   | Sparco Lefkara 2                | 23.23 km  | Alexey Lukyanuk     | Citroën C3 R5          | 19:55.3 | Nasser Al-Attiyah   |
| Día 2 (28 de septiembre) | SS6   | Nicosia SSS                     | 3.52 km   | Nasser Al-Attiyah   | Volkswagen Polo GTI R5 | 3:06.4  | Nasser Al-Attiyah   |
| Día 3 (29 de septiembre) | SS7   | Sigan Management Kapouras 1     | 20.17 km  | Nasser Al-Attiyah   | Volkswagen Polo GTI R5 | 18:34.7 | Nasser Al-Attiyah   |
| Día 3 (29 de septiembre) | SS8   | Psaltis Eneos Kourdali 1        | 21.57 km  | Nasser Al-Attiyah   | Volkswagen Polo GTI R5 | 23:19.4 | Nasser Al-Attiyah   |
| Día 3 (29 de septiembre) | SS9   | Cablenet Asinou 1               | 11.07 km  | Nasser Al-Attiyah   | Volkswagen Polo GTI R5 | 11:05.8 | Nasser Al-Attiyah   |
| Día 3 (29 de septiembre) | SS10  | Sigan Management Kapouras 2     | 20.17 km  | Nasser Al-Attiyah   | Volkswagen Polo GTI R5 | 18:40.6 | Nasser Al-Attiyah   |
| Día 3 (29 de septiembre) | SS11  | Psaltis Eneos Kourdali 2        | 21.57 km  | Simos Galatariotis  | Škoda Fabia R5         | 23:14.0 | Nasser Al-Attiyah   |
| Día 3 (29 de septiembre) | SS12  | Cablenet Asinou 2               | 11.07 km  | Nasser Al-Attiyah   | Volkswagen Polo GTI R5 | 11:01.8 | Nasser Al-Attiyah   |
| Fuente:ewrc-results.com  |       |                                 |           |                     |                        |         |                     |

## Clasificación final
| Pos.                     | Piloto                   | Copiloto              | Automóvil              | Equipo                                | Tiempo    | Puntos |
| ------------------------ | ------------------------ | --------------------- | ---------------------- | ------------------------------------- | --------- | ------ |
| 1                        | Nasser Al-Attiyah        | Mathieu Baumel        | Volkswagen Polo GTI R5 | Nasser Al-Attiyah                     | 3:02:51.3 | 25+14  |
| 2                        | Chris Ingram             | Ross Whittock         | Škoda Fabia R5         | Toksport WRT                          | +3:50.9   | 18+9   |
| 3                        | Mikko Hirvonen           | Jarno Ottman          | Ford Fiesta R5         | MM Motorsport                         | +4:34.0   | 15+6   |
| 4                        | Łukasz Habaj             | Daniel Dymurski       | Škoda Fabia R5         | Sports Racing Technologies            | +5:43.4   | 12+6   |
| 5                        | Niki Mayr-Melnhof        | Leopold Welsersheimb  | Ford Fiesta R5         | Niki Mayr-Melnhof                     | +6:03.0   | 10+6   |
| 6                        | Alberto de Thurn y Taxis | Bernhard Ettel        | Škoda Fabia R5 evo     | BRR Baumschlager Rallye & Racing Team | +7:01.5   | 8+3    |
| 7                        | Emilio Fernández         | Axel Coronado Jiménez | Škoda Fabia R5 evo     | Toksport WRT                          | +8:07.7   | 6+1    |
| 8                        | Abdulaziz Al-Kuwari      | Marshall Clarke       | Škoda Fabia R5         | Abdulaziz Al-Kuwari                   | +8:50.8   | 4      |
| 9                        | Norbert Herczig          | Ramón Ferencz         | Volkswagen Polo GTI R5 | Mol Racing Team                       | +9:26.3   | 2      |
| 10                       | Paulo Nobre              | Gabriel Morales       | Škoda Fabia R5         | Palmeirinha Rally                     | +11:21.5  | 1      |
| Fuente: ewrc-results.com |                          |                       |                        |                                       |           |        |